# World Trade Center (Bruxelles)
Pour les articles homonymes, voir World Trade Center (homonymie).
Le World Trade Center est un ensemble de trois gratte-ciel qui se trouvent à Bruxelles dans le quartier Nord (commune de Bruxelles-ville), généralement dénommés WTC 1, WTC 2, et WTC 3.
Ils abritaient notamment :  
- l'Office des Étrangers, l'administration chargée de l'application de la réglementation sur le séjour en Belgique,
- Le SELOR, l'organisme fédéral de recrutement de sélection de personnel pour les administrations belges.
- l'IFA, l'institut de formation administrative
- Service volontaire international, 17e étage, depuis février 2017. Occupation temporaire jusqu'à fin décembre 2018.
- ainsi que des sociétés privées

Le "World Trade Center" bruxellois se dresse au centre d'un quartier de tours à proximité de la Gare du Nord. La conception en est due au bureau d'architecture Groupe Structures.
Le projet initial visait à construire 7 tours, mais seules 3 furent construites.
Les tours 1 et 2 sont démolies en 2020-2021 pour faire place à un ensemble mixant bureaux, logements et commerces.

Les tours du World Trade Center de Bruxelles
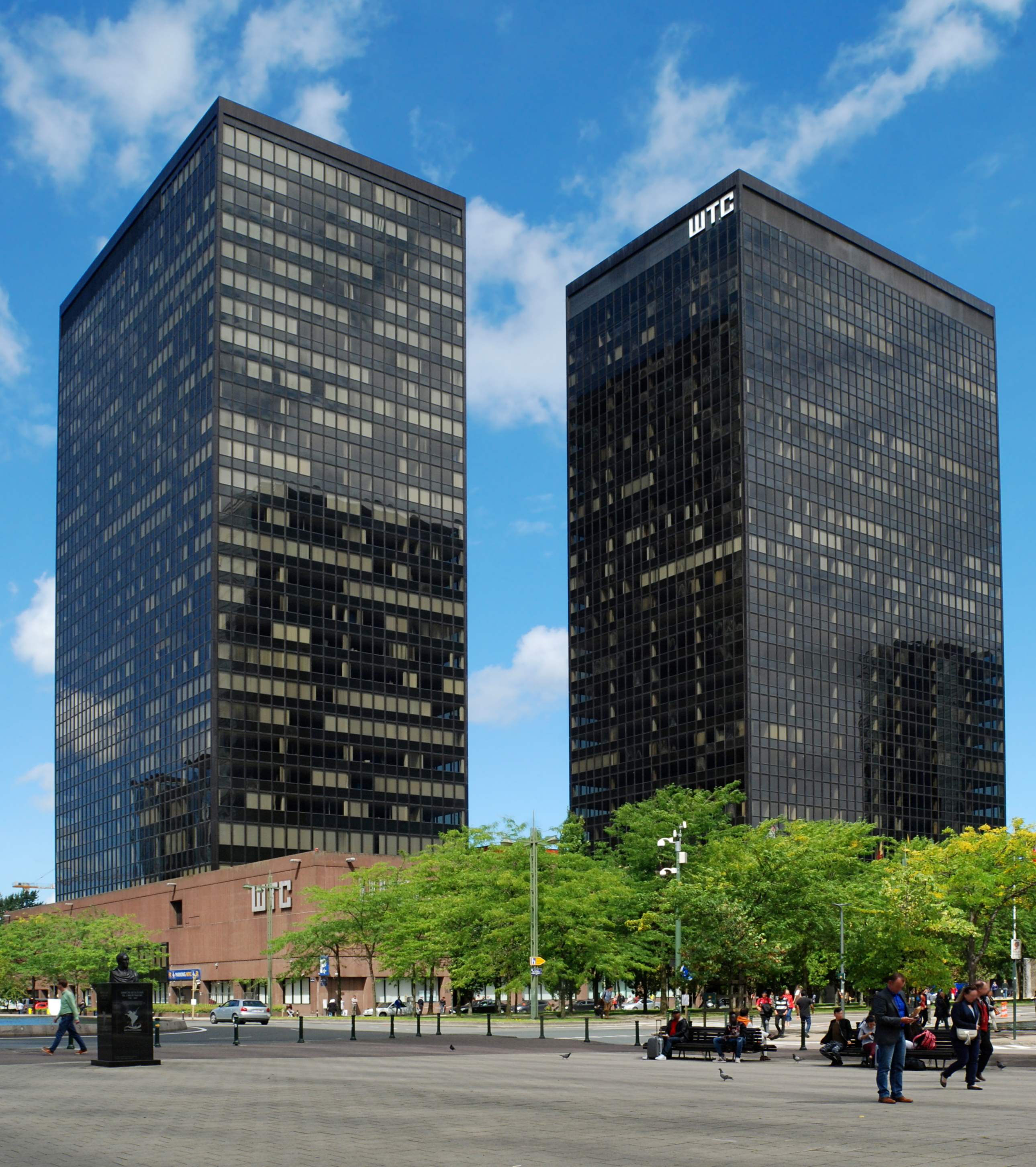
Les tours WTC 1 et 2 en 2017 (démolies en 2020-2021).
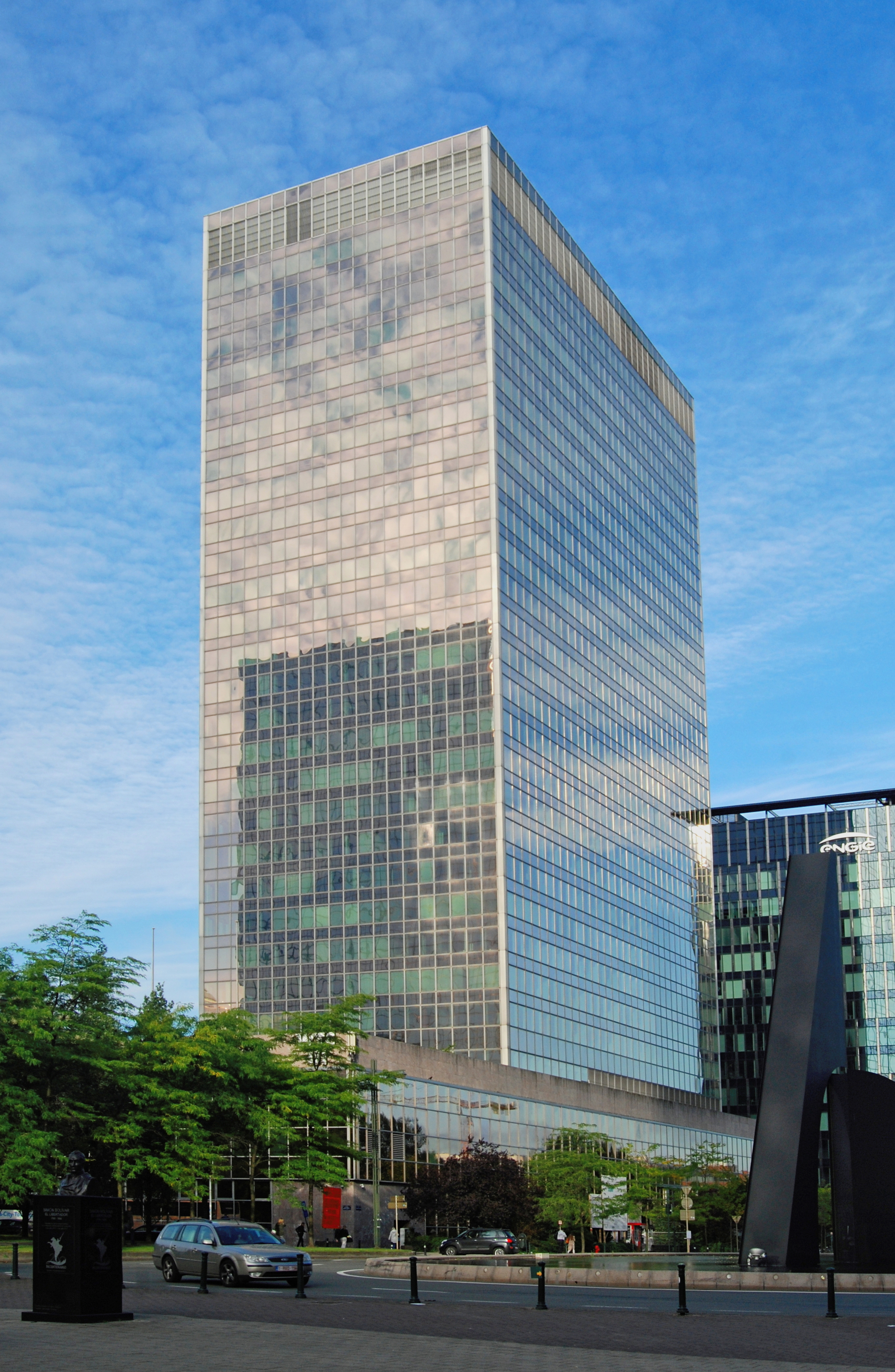
La tour WTC 3 vue de l'est.
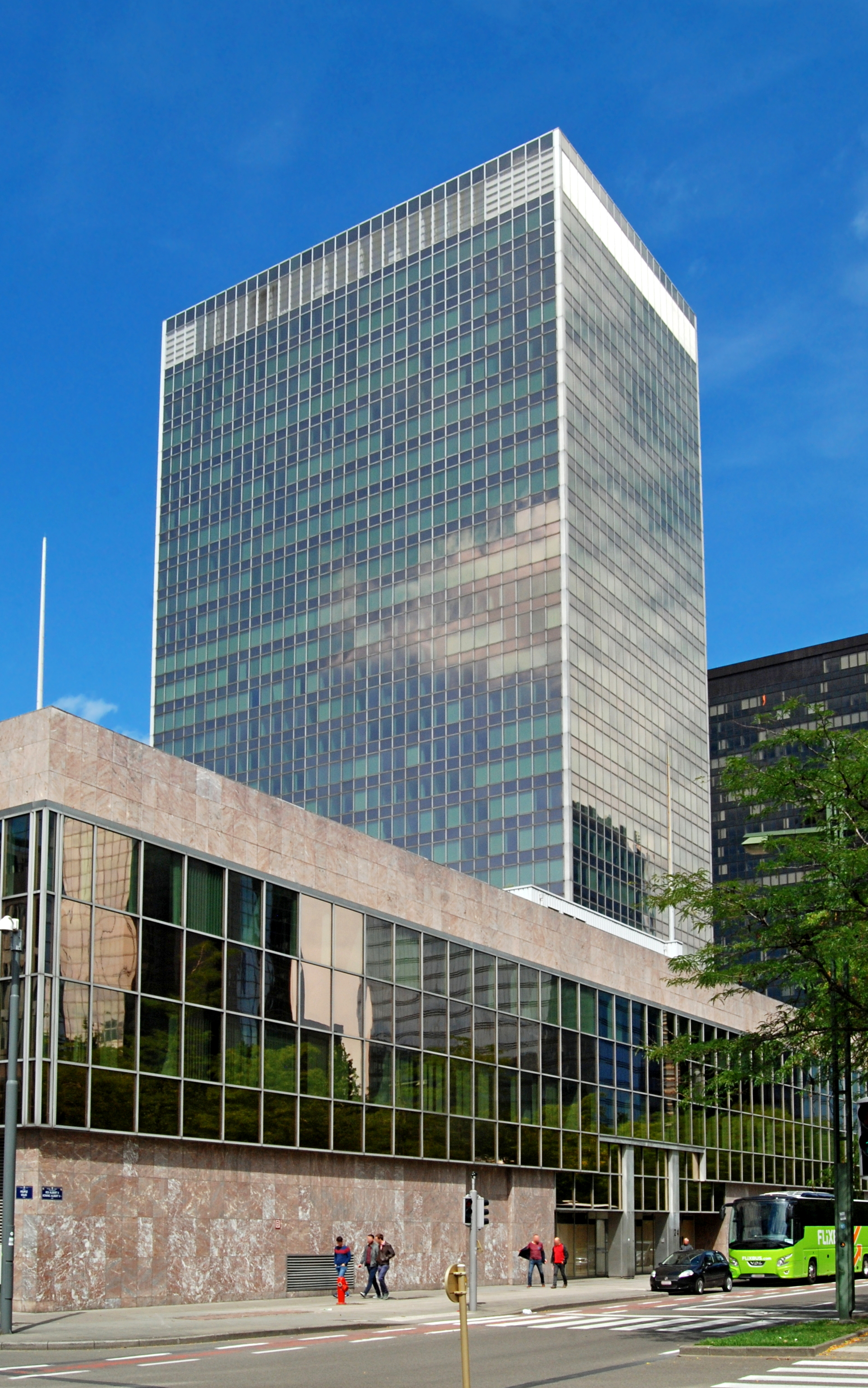
La tour WTC 3 vue du sud.
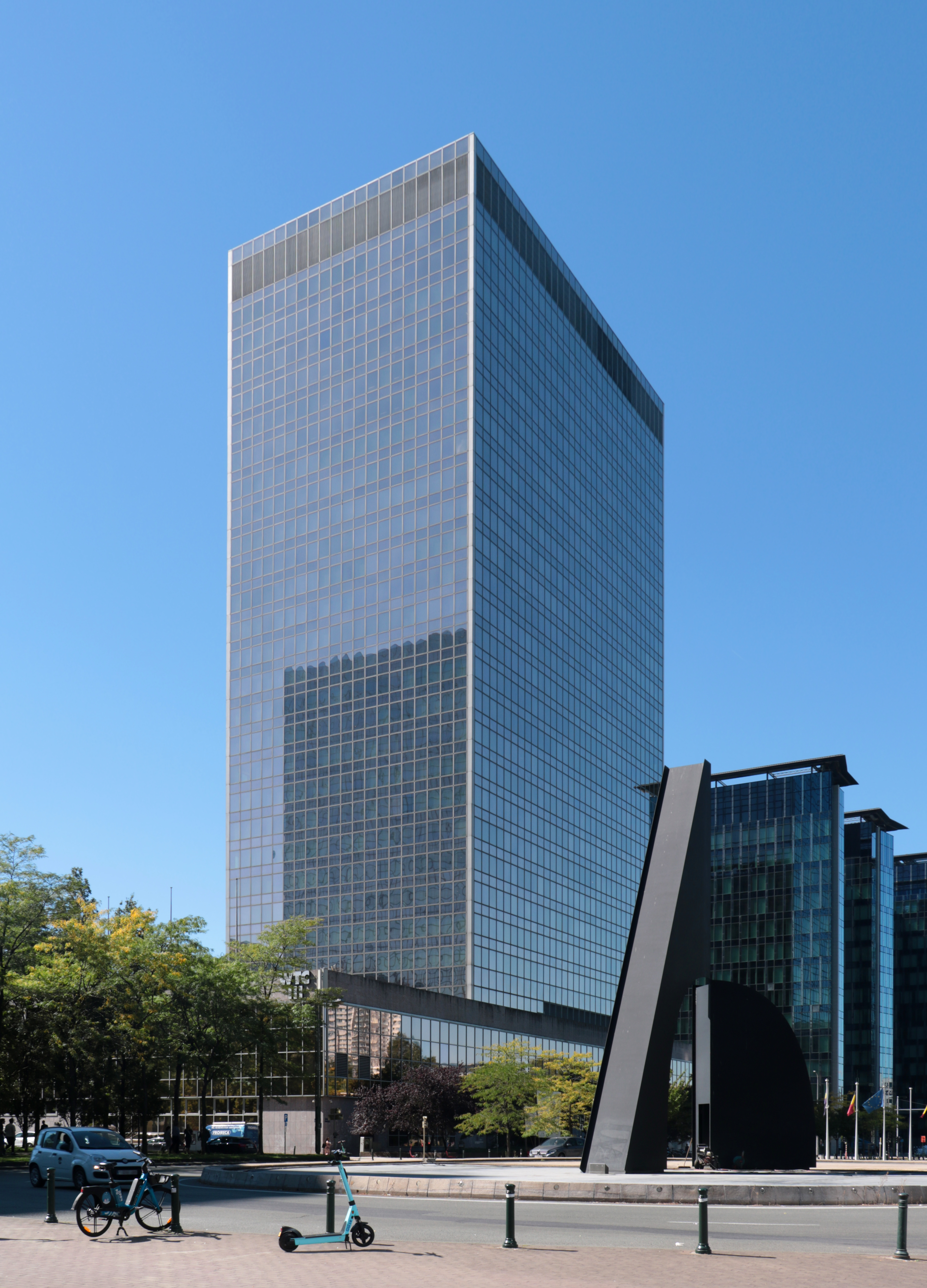
La tour WTC 3.